# Karl Klemenz
Karl Johann Klemenz (* 27. Dezember 1899 in Mariánské Hory; † 10. September 1971 in Wien; vollständiger Name: Karl Johann Klemenz) war ein österreichischer Richter und Politiker (VdU).

## Leben
Karl Klemenz wuchs in Ostrava heran, wo er auch die Volksschule besuchte. Danach war er Schüler des Gymnasiums zunächst in Opava und später in Leoben in der Steiermark. An der Universität Wien studierte Klemenz Rechtswissenschaften. Nach seiner Promotion wurde er 1930 Richter. 1935 wurde er Beamter im Bundesministerium für Justiz. 1936 wurde zum Staatsanwalt degradiert, wohl auch, da er eine positive Einstellung dem Nationalsozialismus gegenüber hatte. Dennoch wurde er 1937 Ministerialsekretär sowie 1938 zum Oberregierungsrat ernannt.
Nach dem Anschluss Österreichs wurde Klemenz 1939 Beamter im Reichsministerium der Justiz in Berlin. Er war es bis 1942. Danach wurde er Gerichtsdirektor des Landesgerichts in Salzburg. Karl Klemenz, hat als Vorsitzender am Sondergericht nachweislich neun Todesurteile zu verantworten. Im Zuge der Entnazifizierung wurde er von 1945 bis 1946 im Camp Marcus W. Orr, dem heute als Anhaltelager Glasenbach genannten Internierungslager für NS-Verbrecher in Elsbethen, interniert.
1947 wurde Klemenz Senatsvorsitzender am Kreisgericht Leoben. Der Landtag Steiermark war es auch, der Klemenz im November 1949 als Mitglied in den Bundesrat entsandte. Der Länderkammer gehörte Klemenz bis April 1953 an. Parallel dazu war er einer der Gründungsmitglieder des VdU in Leoben.
Klemenz wurde am Friedhof der Feuerhalle Simmering bestattet (Abteilung 1, Ring 2, Gruppe 1, Nummer 15).